# Platycoelia
Platycoelia är ett släkte av skalbaggar. Platycoelia ingår i familjen Rutelidae.

## Dottertaxa tillPlatycoelia, i alfabetisk ordning[1]
- Platycoelia abdominalis
- Platycoelia aenigma
- Platycoelia alternans
- Platycoelia alticola
- Platycoelia altiplana
- Platycoelia baessleri
- Platycoelia bocki
- Platycoelia bordoni
- Platycoelia burmeisteri
- Platycoelia burmeisteriana
- Platycoelia butleri
- Platycoelia chrysotina
- Platycoelia cochabambensis
- Platycoelia confluens
- Platycoelia convexa
- Platycoelia flavohumeralis
- Platycoelia flavoscutellata
- Platycoelia flavostriata
- Platycoelia forcipalis
- Platycoelia furva
- Platycoelia galerana
- Platycoelia gaujoni
- Platycoelia grandicula
- Platycoelia haenkei
- Platycoelia helleri
- Platycoelia hiporum
- Platycoelia hirta
- Platycoelia humeralis
- Platycoelia ignota
- Platycoelia inca
- Platycoelia inflata
- Platycoelia insolita
- Platycoelia intermedia
- Platycoelia interstincta
- Platycoelia kirschi
- Platycoelia laelaps
- Platycoelia lutescens
- Platycoelia marginata
- Platycoelia meridensis
- Platycoelia mesosternalis
- Platycoelia nervosa
- Platycoelia nigrosternalis
- Platycoelia occidentalis
- Platycoelia parva
- Platycoelia paucarae
- Platycoelia penai
- Platycoelia peruviana
- Platycoelia pomacea
- Platycoelia prasina
- Platycoelia puncticollis
- Platycoelia pusilla
- Platycoelia quadrilineata
- Platycoelia rufosignata
- Platycoelia sandia
- Platycoelia selanderi
- Platycoelia signaticollis
- Platycoelia simplicior
- Platycoelia steinheili
- Platycoelia traceyae
- Platycoelia unguicularis
- Platycoelia valida
- Platycoelia wallisi
- Platycoelia variolosa